# 芴
芴，又稱茀，是多环芳烃，分子式C₁₃H₁₀。白色片状晶体，不纯时有荧光，有像萘的獨特芳香气味。存在于汽车废气、玉米须以及煤焦油的高沸点组分中。可燃。难溶于水，可溶于苯、二硫化碳、乙醇和乙醚。
芴可由工业合成得到，用作阴丹士林染料、塑料、杀虫剂的前体。可合成芴酮、9-芴醇和三硝基芴酮（用于静电复印）等化学品。聚芴可用作有机发光二极管中的发光体。
芴的9－质子是酸质子，二甲基亞碸中pKa为22.6，可給碱（如氢氧化钠）脱去生成橙黄色芳香阴离子。该阴离子的9－位可作亲核试剂，与亲电试剂取代反应。
芴的衍生物氯甲酸-9-芴基甲酯（Fmoc-Cl）用于在多肽合成中给氨基上芴甲氧羰基保护基。